# Josef Danhauser
Pour les articles homonymes, voir Danhauser.
Josef Danhauser né à Vienne le 19 août 1805 et mort dans la même ville le 4 mai 1845 est un peintre et ébéniste autrichien.
Il est l'un des représentants majeurs avec, entre autres, Ferdinand Georg Waldmüller, Peter Fendi, de la période Biedermeier. Les thèmes de ses œuvres, fortement moralisateurs, rappellent ceux de William Hogarth et n'ont pas toujours été appréciés par ses contemporains.

## Biographie
Joseph Danhauser est le fils aîné de Joseph Ulrich Danhauser, fabricant de meubles et sculpteur et de son épouse, née Johanna Lambert. 
Son père lui donne ses premiers cours de dessin puis il étudie la peinture d'histoire à l'Académie des beaux-arts de Vienne, auprès de Johann Peter Krafft, jusqu'en 1826, année où il expose ses premiers travaux. 
Invité par Johann Ladislaus Pyrker, le patriarche de Venise, il se rend dans la cité des Doges où il peut étudier les maîtres italiens. Il retourne à Vienne la même année, via Trieste et, en 1827, il fait un court voyage à Prague en compagnie de son père. Cette même année, il réalise le masque mortuaire de Ludwig van Beethoven, environ 12 heures après la mort du compositeur et une aquarelle le montrant sur son lit de mort. En 1828, il séjourne à Eger, sur l'invitation de Pyrker, nouvellement nommé archevêque de cette ville, qui lui commande l'exécution de portraits et la restauration des peintures de la galerie de l'archevêché. 

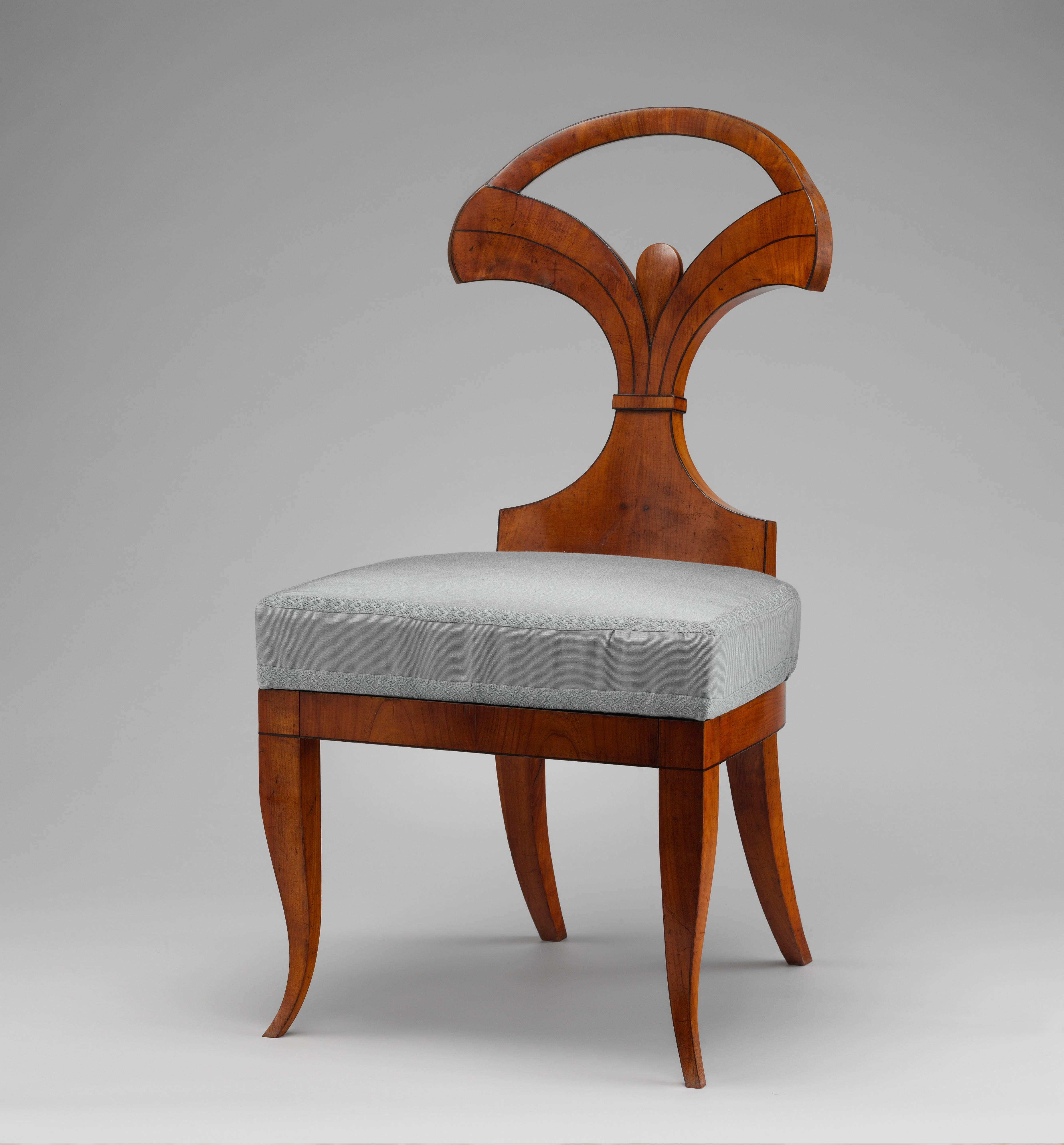
Chaise d'appoint (vers 1815-1820), New York, Metropolitan Museum of Art.

À la mort de son père, survenue en 1829, il dirige, conjointement avec un de ses frères, la fabrique de meubles paternelle, la première à profondément marquer ce nouvel art décoratif du XIXe siècle, en pleine période Biedermeier, précurseur du design contemporain. Sa forte implication dans ses nouvelles responsabilités l'éloigne, durant quelques années, de l'activité picturale mais il réalise des projets de meubles et de décoration intérieure.
En 1833, il répond favorablement à une deuxième invitation de l'archevêque d'Eger ; il réalise pour la nouvelle basilique de la ville Le Martyre de saint Jean. Il reçoit le prix de l'Académie viennoise en 1836 pour son tableau La Répudiation d'Agar et s'oriente alors vers la peinture de genre. En 1838, il est correcteur de peinture d'histoire à l'Académie. La même année, il épouse Josephine Streit, la fille d'un médecin ; le couple aura trois enfants, Josef, Marie et Julie, nés, respectivement, en 1839, 1841 et 1843.
Josef Danhauser est nommé professeur de peinture d'histoire à l'Académie en 1841 mais il démissionne de ce poste une année plus tard car il entreprend alors un voyage, prévu de longue date, avec le fabricant de textile, amateur d'art et mécène Rudolf von Arthaber. Ils visitent l'Allemagne et les Pays-Bas, l'occasion pour le peintre de parfaire sa connaissance des maîtres néerlandais. Il opte, après ce voyage, pour une peinture dont le format est nettement plus petit.
Il meurt du typhus en 1845.
En 1862, son nom est donné à une rue de la capitale autrichienne.

## Œuvres

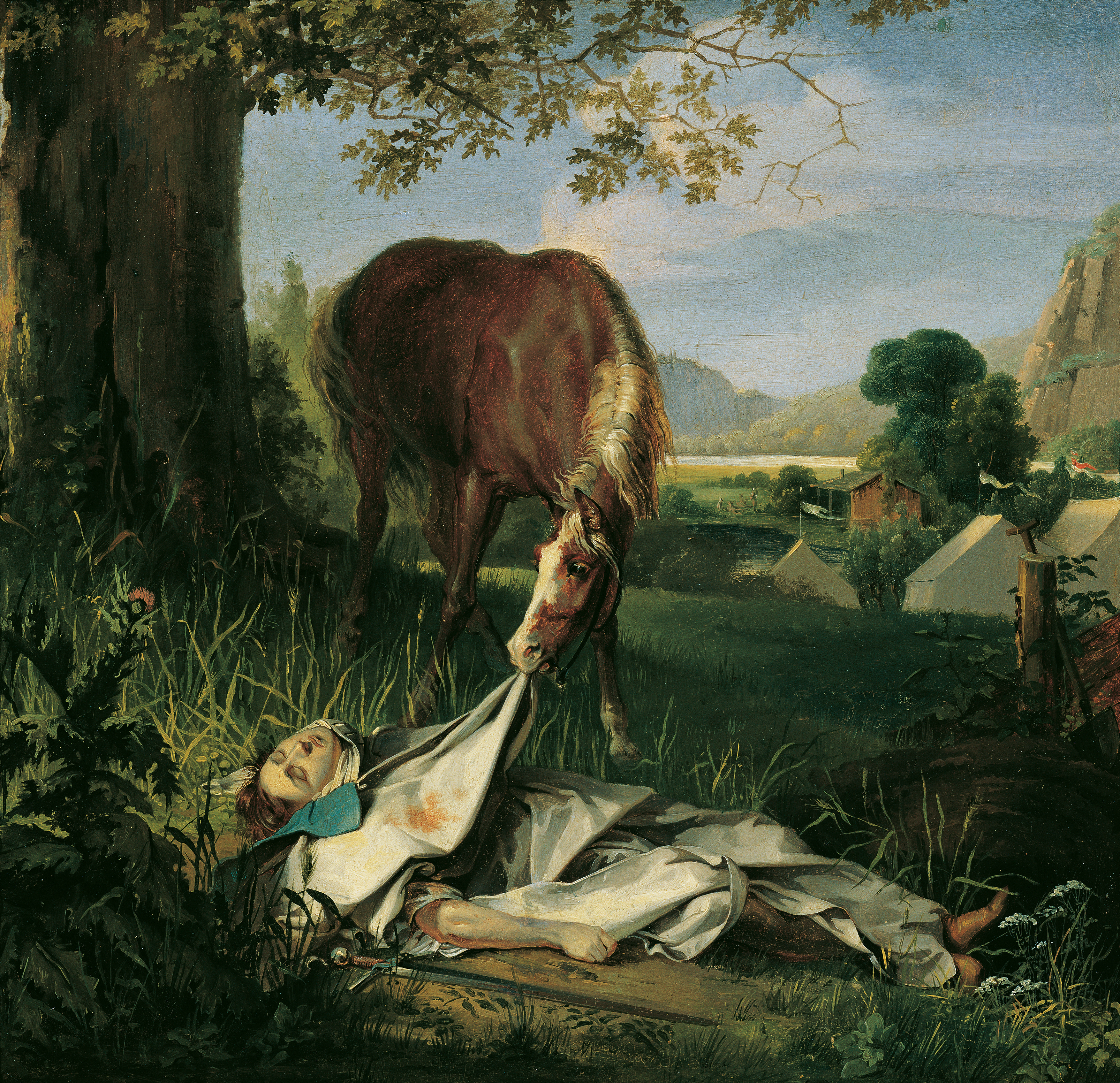
Le Tombeau de Wallstein (1828), Vienne, musée de Vienne.

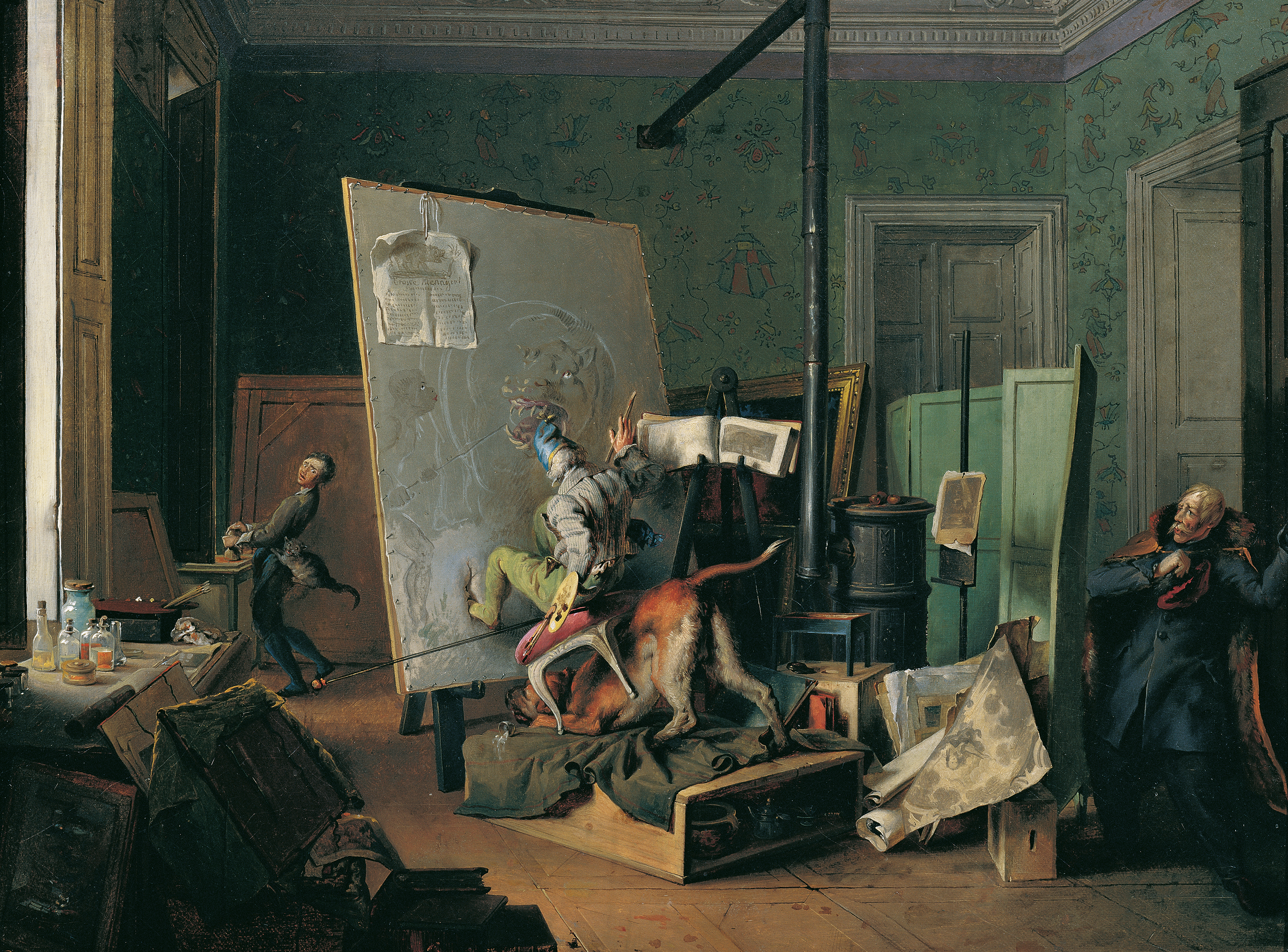
Scène comique dans un atelier (1828), Vienne, musée d'Histoire de l'art.

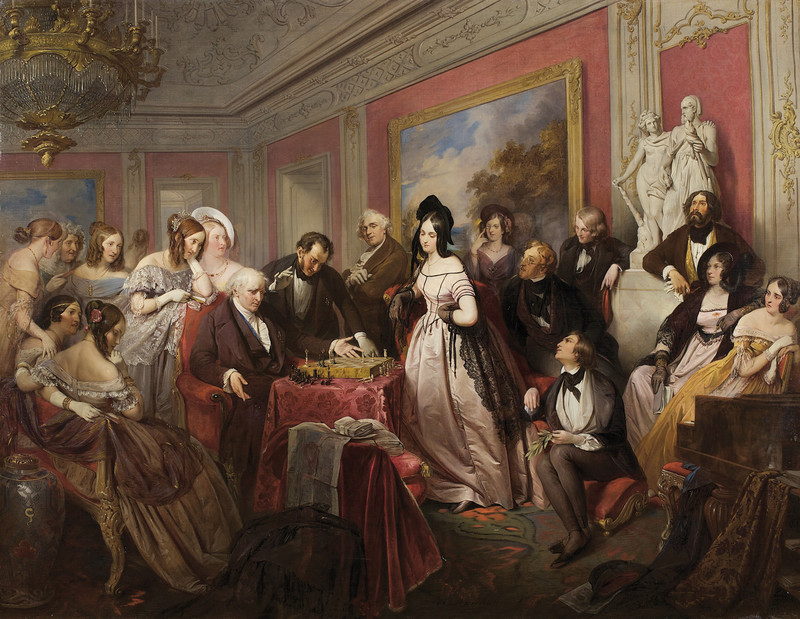
Le Jeu d'échec (1839), Vienne, musée de Vienne.

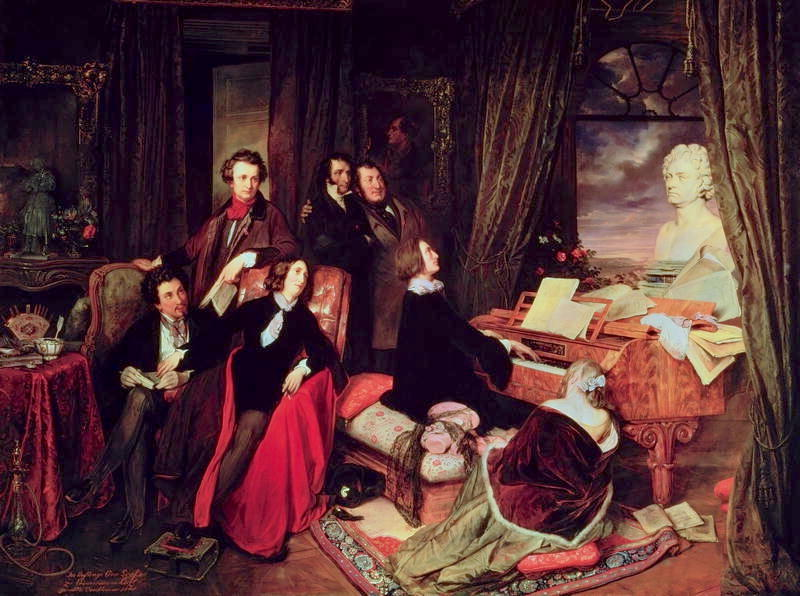
Une matinée chez Liszt (1840), Berlin, Alte Nationalgalerie.

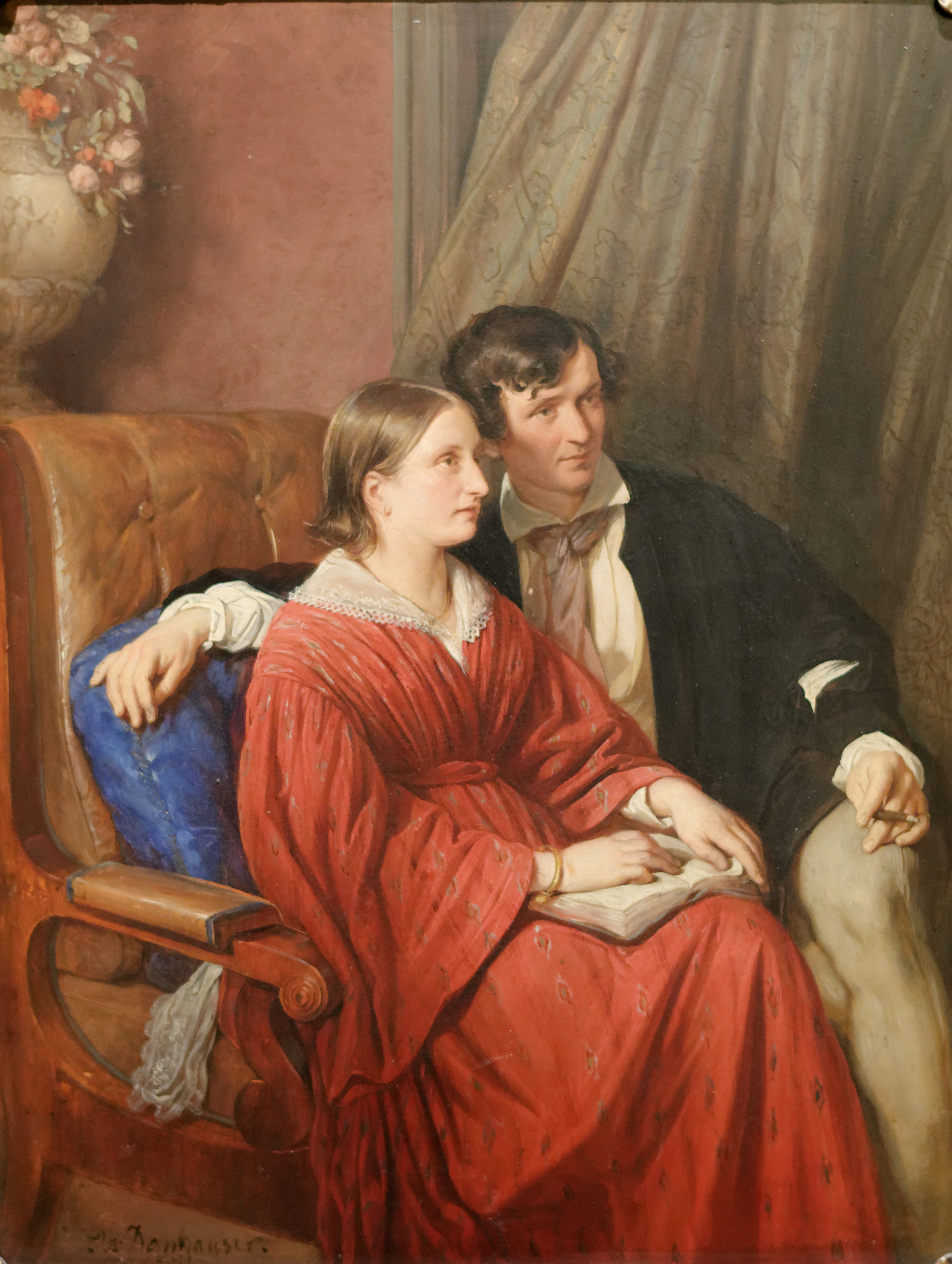
Portrait de Karl Ludwig von Littrow et de sa femme Auguste von Littrow, née Bischoff (1841)., Vienne, musée de Vienne.

### Autriche
- Linz, musées d'État de la Haute-Autriche :
  - Porträt der Frau von Streit, der Schwiegermutter des Künstlers (1833), huile sur toile, 0,92 × 0,715 ;
  - Franz Stelzhamer (1845), huile sur toile, 0,74 × 0,60 ;
  - Die aufgehobene Zinspfändung (1844), huile sur bois, 0,90 × 1,08.
- Vienne :
  - City Galerie : Die Dorfpolitiker (1844), huile sur bois, 0,36 × 0,406.
  - musée de Vienne :
    - Ottokar erklärt Rudolf auf dem Turnierplatz mitten im Sturm den Krieg (1825), huile sur toile, 0,603 × 0,741 ;
    - Bildnis eines Knaben (1829), huile sur toile, 0,42 × 0,345 ;
    - Selbstporträt (1830-1835), huile sur bois, 0,233 × 0,20 ;
    - Das Bekenntnis (1834), huile sur toile, 1,28 × 0,96 ;
    - Der abgewiesene Freier (1836), huile sur bois, 0,63 × 0,486 ;
    - Der Augenarzt (1837), huile sur toile, 0,94 × 1,25 ;
    - Das Lotterielos (1838), huile sur toile, 0,885 × 0,71 ;
    - Der Astronom Karl Ludwig Edler von Littrow und Gattin Auguste geb. Bischoff (1841), huile sur carton, 0,50 × 0,38 ;
    - Die Hundekomödie (1841), huile sur toile, 0,603 × 0,658 ;
    - Das Kind und seine Welt (1842), huile sur bois, 0,226 × 0,29 ;
    - Das A-B-C (1843), huile sur bois, 0,385 × 0,355 ;
    - Bildnis Franz von Schober (1844), huile sur bois, 0,16 × 0,13 ;
    - Franz Danhauser, der Bruder des Künstlers (1845), huile sur carton, 0,343 × 0,272.

  - Österreichische Galerie Belvedere :
    - Das Scholarenzimmer eines Malers (1828), huile sur toile, 0,40 × 0,52 ;
    - Komische Szene in einem Maleratelier (1829), huile sur toile, 0,365 × 0,495 ;
    - Porträt Ladislaus Pyrkers, huile sur papier, 0,32 × 0,26 ;
    - Abraham verstößt Hagar (1833), huile sur toile ;
    - Der reiche Prasser (1836), huile sur toile, 0,855 × 1,33 ;
    - Die Frau des Fischers am Meeresufer (1837), huile sur bois, 0,395 × 0,485 ;
    - Die Klostersuppe (1838), huile sur bois, 0,855 × 1,30 ;
    - Die Testamentseröffnung (1839), huile sur bois, 0,95 × 1,19 ;
    - Die Schachpartie (1839), huile sur toile, 1,35 × 1,75 ;
    - Die Mutterliebe (1839), huile sur toile, 0,507 × 0,42 ;
    - Wein, Weib und Gesang (1839) ;
    - Porträt des Klavierfabrikanten Konrad Graf (1840), huile sur bois, 0,82 × 0,63 ;
    - Die Zeitungsleser (1840), huile sur bois, 0,21 × 0,17 ;
    - Die kleinen Virtuosen (1843), huile sur carton, 0,40 × 0,365.
- Salzbourg, Residenzgalerie : Der Pfennig der Witwe (1839), huile sur toile, 0,97 × 1,27.

### Hongrie
- Budapest, musée des Beaux-Arts :
  - Rudolf von Habsburg und der Einsiedler in der Kapelle von Lilienfeld, 1825, huile sur toile, 72,7 × 58,8 cm ;
  - Wallenstein ersticht sich im Zelte Ottokars - Szene aus Pyrkers Rudolphias (1825), huile sur toile, 0,59 × 0,738 ;
  - Maleratelier mit Jeanne d'Arc (1830), huile sur toile, 0,78 × 1,035 ;
  - Die Schlafenden (1831), huile sur toile, 0,685 × 0,51 ;
  - Ottokars Tod (1832), huile sur toile, 1,035 × 0,845 ;
  - Der letzte Kampf zwischen Rudolf und Ottokar (1832), huile sur toile, 0,585 × 0,695.

### Localisation inconnue
- Die Frau des Fischers mit ihrem Kinde (1835), huile sur bois, 0,41 × 0,49.
- Die Romanlektüre (1841), huile sur toile, 0,63 × 0,788.
- Die Brautwerbung (1844), huile sur bois, 0,45 × 0,57.
- Das Stiegenweibchen (1845), huile sur bois, 0,42 × 0,335.
- Madame Lenormand weissagt der Kaiserin Josephine die Trennung von Napoleon (1841), huile sur bois, 0,74 × 0,83, tableau disparu.